# Hutton-veld
Het Hutton-veld is een aardolieveld in de Noordzee op het Britse continentale vlak. Het Hutto-veld werd in juli 1973 ontdekt door Conoco met een proefboring door de Sedco 702 in put 211/28-1a. Dit was het eerste veld dat ontdekt werd door de Sedco 702.
Conoco had met BNOC en Gulf Oil blok 211/28 in handen, terwijl Amoco met de British Gas Council, Mobil, Amerada en North Sea Inc. blok 211/27 ten westen in handen had. Amoco toonde hier met de Sedco 135F olie aan met put 211/27-1.

## Ontwikkeling
Het Hutton-veld bleek weinig gas te bevatten, waardoor er geen installatie voor gas-herinjectie geplaatst hoefde te worden. Het veld was daarnaast ook relatief klein. Dit alles deed Conoco kiezen voor een platform volgens een concept waar Vickers Offshore al sinds 1974 aan werkte, het tension-leg platform (TLP). Dit is een drijvend platform, vergelijkbaar met een zeer groot halfafzinkbaar platform, dat aan de zeebodem is vastgemaakt met verticale buizen. Met toenemende waterdieptes vergt dit minder staal dan de conventionele onderstellen (jackets) zoals die tot dan gebruikt werden. Het draagvermogen is wel beperkter, maar door het ontbreken van een gasinstallatie was dit geen probleem. Ook de mobielere vorm was aantrekkelijk voor een klein veld.
In 1979 gaf Conoco de ontwerpopdracht aan Vickers en Brown & Root. De halfafzinkbare romp met zes kolommen werd gebouwd bij Highland Fabricators in Nigg Bay. Brown & Root ontwierp een geïntegreerd Hi-deck zoals ook voor het Maureen-plaform. Dit moest de constructieperiode buitengaats verkorten door niet op locatie kleinere modules met een kraanschip op het jacket te plaatsen, maar het dek in zijn geheel aan de wal te bouwen, op een ponton te laden en daarna met de float-over-methode op de romp te plaatsen. Het dek werd gebouwd door McDermott in Ardersier, op het ponton Oceanic 93 geladen, waarna in mei 1984 de float-over door Aker Offshore Company (AOC) plaatsvond in het Moray Firth bij Findhorn. Daarna werd het geheel in juli 1984 naar locatie gesleept. Daar werden de zestien buizen door de Balder en Hermod van Heerema in drie dagen met de zeebodem verbonden, waarna het platform al na 22 dagen olie produceerde. Bij vergelijkbare conventionele platforms kon dit tot een jaar duren. Hoewel duurder dan gepland, beviel het concept dusdanig dat Conoco drie maanden aankondigde ook voor het Jolliet-veld een TLP te gebruiken.
Daarnaast werd een pijpleiding gelegd naar het Northwest Hutton-platform van Amoco waar het aansloot op een bestaande pijpleiding richting het Cormorant-platform en vandaar via de Brent-pijpleiding naar de Sullom Voe Terminal.

## Verplaatsing

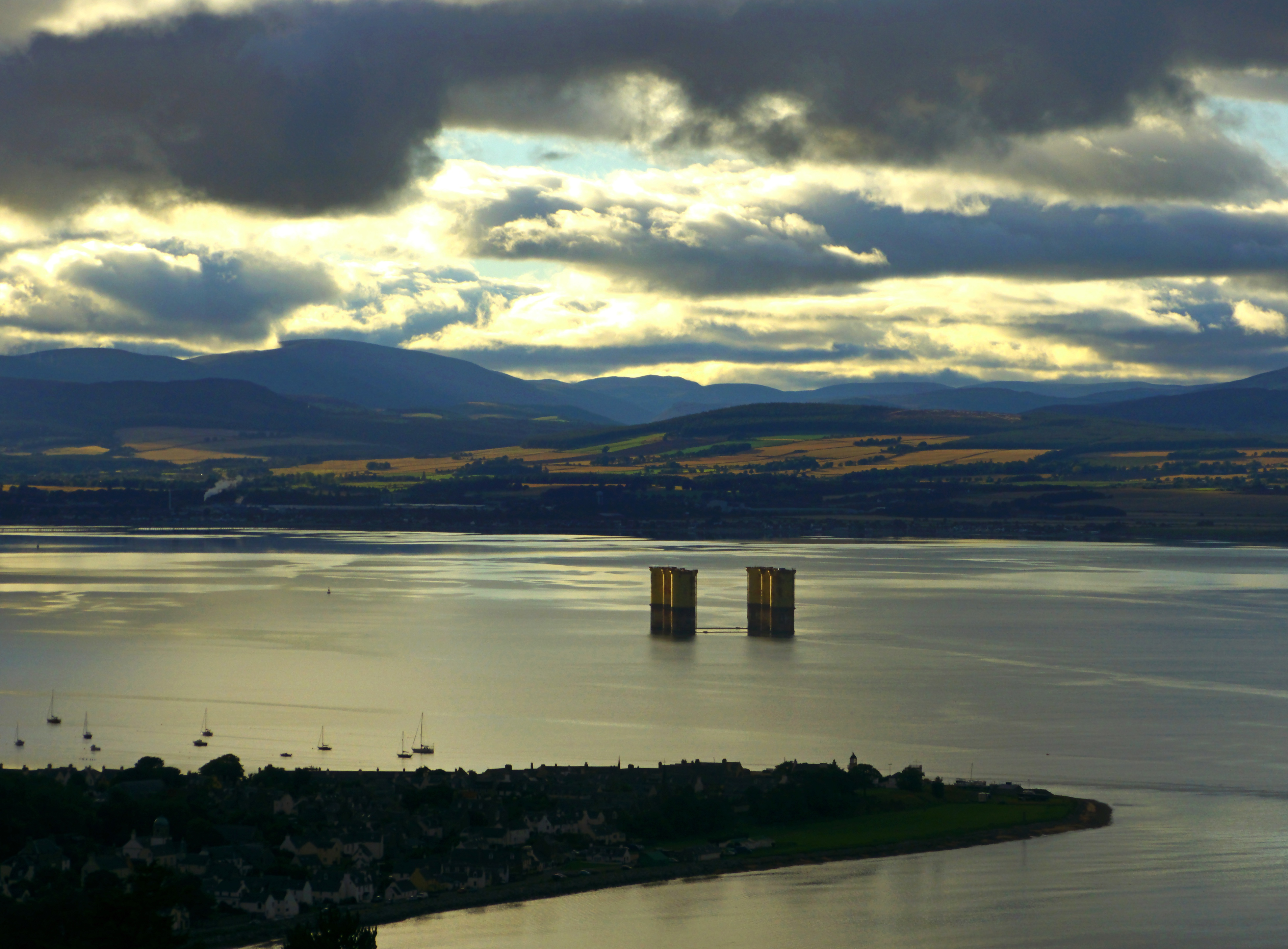
De romp van het Hutton-platform opgelegd in de Cromarty Firth

In 2001 werd de productie uit het veld gestopt door Kerr-McGee die ondertussen operator van het veld was nadat Conoco zijn belang in 1994 verkocht had. In 2002 werd de TLP ontmanteld en verkocht aan Monitor TLP. Deze verkocht het weer aan Sevmorneftegaz, onderdeel van Rosneft en Gazprom. Deze liet het naar Moermansk verslepen waar het dek van de romp werd getild. Het dek werd daarna naar de werf Sevmash in Severodvinsk gebracht waar het verbouwd werd om het geschikt te maken voor het Prirazlomnoye-veld in de Petsjorazee.
De romp werd verkocht voor een project in de Golf van Mexico, maar onderweg daar naartoe in december 2008 gesleept door de President Hubert en de Vladimir Ignatyuk brak de sleepverbinding van de laatste bij de Shetlandeilanden. Het project in de Golf van Mexico ging uiteindelijk niet door, waarna de romp werd opgelegd in de Cromarty Firth, niet ver van waar het gebouwd was.